# FIA-Formel-2-Meisterschaft 2024
Die FIA-Formel-2-Meisterschaft 2024 der Automobilrennserie für Formel-Rennwagen war die achte Saison der FIA-Formel-2-Meisterschaft als FIA-Meisterschaft und die zwanzigste Saison der Rennserie (inkl. der Jahre als GP2-Serie) insgesamt.

## Änderungen 2024

### Sportliche Vorschriften
Ab dieser Saison werden Fahrer, welche nach Ansichten der am Renntag zuständigen Sportkommissare die alleinige Schuld an einer verursachten roten Flagge im Qualifying haben, vom restlichen Qualifying ausgeschlossen und deren schnellste Rundenzeit gestrichen. Weiters wurde von der FIA eingeführt, dass Einsprüche gegen gestrichene Qualifying-Zeiten nicht mehr möglich sind.
Wenn im Verlauf eines Rennwochenendes die Durchführung eines Trainings und Qualifyings nicht möglich ist, kann für die Startaufstellung die aktuelle Fahrerwertung herangezogen werden.

### Technische Vorschriften
Für die neue Saison wird es neue Fahrzeuge für die Formel-2-Meisterschaft geben, das alte Dallara-Chassis F2 2018 wurde in den letzten sechs Jahren eingesetzt. Das neue Dallara-Chassis F2 2024 vereint moderne Sicherheitsmaßnahmen, welche aus der Formel-1-Entwicklung stammen, und eine kostengünstige Haltung. Zusätzlich wird ab dieser Saison ein Treibstoffgemisch von Saudi Aramco verwendet, das zu 55 % aus nachhaltigem Treibstoff besteht.

### Fahrer
Oliver Bearman zog sich nach dem Qualifying zu den Rennen in Saudi-Arabien vom weiteren Rennwochenende zurück. Er gab stattdessen als Ferrari-Ersatzfahrer in der Formel 1 sein Debüt, da Carlos Sainz jr. aufgrund einer Appendizitis den Großen Preis von Saudi-Arabien aussetzen musste. Seitens Prema Racing wurde aufgrund der Kurzfristigkeit kein Ersatzfahrer nominiert. Durch seinen zweiten Einsatz in der Formel 1, diesmal bei Haas in Baku als Ersatz für den gesperrten Kevin Magnussen, kann er an dem im Rahmen des Rennens stattfindenden Formel-2-Wochenende ebenfalls nicht teilnehmen. Sein Cockpit bei Prema übernimmt für dieses Wochenende Alpine-Nachwuchsfahrer Gabriele Minì.
Am 27. August verpflichtete Williams ihren Akademie-Fahrer Franco Colapinto für die verbleibende Formel-1-Saison um den bisherigen Fahrer Logan Sargeant zu ersetzen. Als Nachfolge für Colapinto wurde seitens MP Motorsport der Red-Bull-Junior Oliver Goethe aus der aktuellen Formel-3-Meisterschaft hochgezogen. Am selben Tag wurde zudem die Verpflichtung von Taylor Barnard seitens McLaren Formula E Team für die FIA-Formel-E-Weltmeisterschaft 2024/25 bekannt gegeben. Da die Formel-E-Saison bereits im Dezember beginnen wird wurde Barnard bei AIX Racing durch Niels Koolen ersetzt.
Zak O’Sullivan musste sein Formel-2-Engagement aufgrund fehlender Finanzierung nach dem Wochenende in Monza beenden. Sein Cockpit wurde mit Luke Browning von einem weiteren Williams-Nachwuchsfahrer übernommen.
Anfang November beendete Dennis Hauger seine Formel-2-Karriere um sich auf seine bevorstehende Indy-NXT-Saison vorzubereiten. Den offenen Fahrerplatz bei MP Motorsport erhielt der Trident-Fahrer Richard Verschoor, dessen freier Platz wurde wiederum durch Max Esterson besetzt. Ebenfalls für die letzten zwei Rennwochenenden ersetzt wurde DAMS-Lucas-Oil-Pilot Juan Manuel Correa durch den Ferrari-Nachwuchsfahrer Dino Beganovic.
Am 25. September gab Zane Maloney bekannt, sich dem Formel-E-Team Lola Yamaha ABT für die Weltmeisterschaft 2024/25 anzuschließen. Da der Formel-E-Saisonstart in São Paulo sich mit dem letzten Formel-2-Saisonrennen in Abu Dhabi überschnitt zog sich Maloney nach dem Rennwochenende in Katar von der Meisterschaft zurück. Wenige Tage vor eben diesen Lauf gab Rodin Motorsport bekannt, dass der amtierende Formel-3-Meister Leonardo Fornaroli das Cockpit von Maloney übernehmen wird.

### Teams
Vor Saisonbeginn schlossen PHM Racing und die emiratische Investmentgesellschaft AIX Investment Group im Jänner 2024 eine Werbepartnerschaft ab, dabei fungierte AIX als Titelsponsor für die Formel-2-Meisterschaft 2024. Anfang Mai wurde der Aufkauf des deutschen Rennstalls bekannt gegeben und das Team vor dem Rennwochenende in der Emilia-Romagna in AIX Racing umbenannt.

## Teams und Fahrer
Alle Teams und Fahrer verwendeten das Dallara-Chassis F2 2024, 3,4-Liter-V634-Turbomotoren von Renault-Mecachrome und Reifen von Pirelli. Zahlreiche Fahrer gehörten zudem einem Nachwuchsprogramm eines Formel-1-Rennstalls an und waren dort teilweise auch als Test- und Ersatzfahrer aktiv.
| Bild                  | Team                                 | Auto # | Fahrer                | Rennwochenende | Nachwuchsprogramm    | Quelle        |
| --------------------- | ------------------------------------ | ------ | --------------------- | -------------- | -------------------- | ------------- |
| ART Grand Prix        | ART Grand Prix                       | 01     | Victor Martins        | Alle           | Alpine F1 Team       | [ 22 ]        |
| ART Grand Prix        | ART Grand Prix                       | 02     | Zak O’Sullivan        | 1–11           | Williams F1 Team     | [ 11 ] [ 23 ] |
| ART Grand Prix        | ART Grand Prix                       | 02     | Luke Browning         | 12–14          | Williams F1 Team     | [ 12 ]        |
| Prema Racing          | Prema Racing                         | 03     | Oliver Bearman        | 1, 3–11, 13–14 | Scuderia Ferrari     | [ 24 ]        |
| Prema Racing          | Prema Racing                         | 03     | Gabriele Minì         | 12             | Alpine F1 Team       | [ 6 ]         |
| Prema Racing          | Prema Racing                         | 04     | Andrea Kimi Antonelli | Alle           | Mercedes AMG F1 Team | [ 25 ]        |
| Rodin Motorsport      | Rodin Motorsport                     | 05     | Zane Maloney          | 1–13           | Sauber Motorsport    | [ 26 ]        |
| Rodin Motorsport      | Rodin Motorsport                     | 05     | Leonardo Fornaroli    | 14             |                      | [ 19 ]        |
| Rodin Motorsport      | Rodin Motorsport                     | 06     | Ritomo Miyata         | Alle           | Toyota GAZOO Racing  | [ 26 ]        |
| DAMS Lucas Oil        | DAMS Lucas Oil                       | 07     | Jak Crawford          | Alle           | Aston Martin F1 Team | [ 27 ]        |
| DAMS Lucas Oil        | DAMS Lucas Oil                       | 08     | Juan Manuel Correa    | 1–12           |                      | [ 28 ]        |
| DAMS Lucas Oil        | DAMS Lucas Oil                       | 08     | Dino Beganovic        | 13–14          | Scuderia Ferrari     | [ 16 ]        |
| Invicta Racing        | Invicta Racing                       | 09     | Kush Maini            | Alle           | Alpine F1 Team       | [ 29 ]        |
| Invicta Racing        | Invicta Racing                       | 10     | Gabriel Bortoleto     | Alle           | McLaren Racing       | [ 29 ]        |
| MP Motorsport         | MP Motorsport                        | 11     | Dennis Hauger         | 1–12           |                      | [ 30 ]        |
| MP Motorsport         | MP Motorsport                        | 11     | Richard Verschoor     | 13–14          |                      | [ 14 ]        |
| MP Motorsport         | MP Motorsport                        | 12     | Franco Colapinto      | 1–10           | Williams F1 Team     | [ 31 ]        |
| MP Motorsport         | MP Motorsport                        | 12     | Oliver Goethe         | 11–14          | Red Bull Racing      | [ 8 ]         |
| Van Amersfoort Racing | Van Amersfoort Racing                | 14     | Enzo Fittipaldi       | 1–12           |                      | [ 32 ]        |
| Van Amersfoort Racing | Van Amersfoort Racing                | 14     | John Bennett          | 13–14          |                      | [ 33 ]        |
| Van Amersfoort Racing | Van Amersfoort Racing                | 15     | Rafael Villagómez     | Alle           |                      | [ 34 ]        |
| Hitech Pulse-Eight    | Hitech Pulse-Eight                   | 16     | Amaury Cordeel        | Alle           |                      | [ 35 ]        |
| Hitech Pulse-Eight    | Hitech Pulse-Eight                   | 17     | Paul Aron             | Alle           |                      | [ 35 ]        |
| Campos Racing         | Campos Racing                        | 20     | Isack Hadjar          | Alle           | Red Bull Racing      | [ 36 ]        |
| Campos Racing         | Campos Racing                        | 21     | Josep Maria Martí     | Alle           | Red Bull Racing      | [ 36 ]        |
| Trident               | Trident                              | 22     | Richard Verschoor     | 1–12           |                      | [ 37 ]        |
| Trident               | Trident                              | 22     | Max Esterson          | 13–14          |                      | [ 15 ]        |
| Trident               | Trident                              | 23     | Roman Staněk          | 1–11           |                      | [ 38 ]        |
| Trident               | Trident                              | 23     | Christian Mansell     | 12–14          |                      | [ 39 ]        |
| AIX Racing            | PHM AIX Racing (1–3) AIX Racing (4–) | 24     | Joshua Dürksen        | Alle           |                      | [ 40 ]        |
| AIX Racing            | PHM AIX Racing (1–3) AIX Racing (4–) | 25     | Taylor Barnard        | 1–10           |                      | [ 41 ]        |
| AIX Racing            | PHM AIX Racing (1–3) AIX Racing (4–) | 25     | Niels Koolen          | 11–12          |                      | [ 10 ]        |
| AIX Racing            | PHM AIX Racing (1–3) AIX Racing (4–) | 25     | Cian Shields          | 13–14          |                      | [ 42 ]        |

## Rennkalender
| Nr. | Datum         | Rennstrecke                                      | Distanz (km) | Sieger                | Zweiter           | Dritter               | Pole- Position    | Schnellste Rennrunde  | Gesamtführender Fahrer | Gesamtführender Team |
| --- | ------------- | ------------------------------------------------ | ------------ | --------------------- | ----------------- | --------------------- | ----------------- | --------------------- | ---------------------- | -------------------- |
| 01. | 01. März      | Bahrain International Circuit (as-Sachir)        | 124,476      | Zane Maloney          | Jak Crawford      | Josep Maria Martí     |                   | Enzo Fittipaldi       | Zane Maloney           | Rodin Motorsport     |
| 02. | 02. März      | Bahrain International Circuit (as-Sachir)        | 178,596      | Zane Maloney          | Josep Maria Martí | Paul Aron             | Gabriel Bortoleto | Zane Maloney          | Zane Maloney           | Rodin Motorsport     |
| 03. | 08. März      | Jeddah Corniche Circuit (Dschidda)               | 123,500      | Dennis Hauger         | Paul Aron         | Enzo Fittipaldi       |                   | Paul Aron             | Zane Maloney           | Rodin Motorsport     |
| 04. | 09. März      | Jeddah Corniche Circuit (Dschidda)               | 172,900      | Enzo Fittipaldi       | Kush Maini        | Dennis Hauger         | Kush Maini        | Enzo Fittipaldi       | Zane Maloney           | Rodin Motorsport     |
| 05. | 23. März      | Albert Park Circuit (Melbourne)                  | 121,394      | Roman Staněk          | Dennis Hauger     | Kush Maini            |                   | Isack Hadjar          | Zane Maloney           | Rodin Motorsport     |
| 06. | 23. März      | Albert Park Circuit (Melbourne)                  | 174,174      | Isack Hadjar          | Paul Aron         | Zane Maloney          | Dennis Hauger     | Jak Crawford          | Zane Maloney           | Rodin Motorsport     |
| 07. | 18. Mai       | Autodromo Enzo e Dino Ferrari (Imola)            | 122,725      | Franco Colapinto      | Paul Aron         | Zane Maloney          |                   | Franco Colapinto      | Zane Maloney           | Rodin Motorsport     |
| 08. | 19. Mai       | Autodromo Enzo e Dino Ferrari (Imola)            | 171,815      | Isack Hadjar          | Gabriel Bortoleto | Joshua Dürksen        | Gabriel Bortoleto | Victor Martins        | Zane Maloney           | Campos Racing        |
| 09. | 25. Mai       | Circuit de Monaco (Monte Carlo)                  | 100,110      | Taylor Barnard        | Gabriel Bortoleto | Dennis Hauger         |                   | Andrea Kimi Antonelli | Zane Maloney           | Campos Racing        |
| 10. | 26. Mai       | Circuit de Monaco (Monte Carlo)                  | 140,154      | Zak O’Sullivan        | Isack Hadjar      | Paul Aron             | Richard Verschoor | Dennis Hauger         | Paul Aron              | Campos Racing        |
| 11. | 22. Juni      | Circuit de Barcelona-Catalunya (Montmeló)        | 121,082      | Victor Martins        | Kush Maini        | Paul Aron             |                   | Ritomo Miyata         | Paul Aron              | Campos Racing        |
| 12. | 23. Juni      | Circuit de Barcelona-Catalunya (Montmeló)        | 172,309      | Jak Crawford          | Franco Colapinto  | Juan Manuel Correa    | Paul Aron         | Andrea Kimi Antonelli | Paul Aron              | Campos Racing        |
| 13. | 29. Juni      | Red Bull Ring (Spielberg)                        | 120,904      | Oliver Bearman        | Josep Maria Martí | Paul Aron             |                   | Ritomo Miyata         | Paul Aron              | Campos Racing        |
| 14. | 30. Juni      | Red Bull Ring (Spielberg)                        | 172,720      | Gabriel Bortoleto     | Franco Colapinto  | Isack Hadjar          | Dennis Hauger     | Franco Colapinto      | Paul Aron              | Campos Racing        |
| 15. | 06. Juli      | Silverstone Circuit (Silverstone)                | 123,577      | Andrea Kimi Antonelli | Zane Maloney      | Kush Maini            |                   | Andrea Kimi Antonelli | Paul Aron              | Invicta Racing       |
| 16. | 07. Juli      | Silverstone Circuit (Silverstone)                | 170,705      | Isack Hadjar          | Zane Maloney      | Jak Crawford          | Isack Hadjar      | Franco Colapinto      | Isack Hadjar           | Campos Racing        |
| 17. | 20. Juli      | Hungaroring (Mogyoród)                           | 122,668      | Kush Maini            | Victor Martins    | Isack Hadjar          |                   | Gabriel Bortoleto     | Isack Hadjar           | Campos Racing        |
| 18. | 21. Juli      | Hungaroring (Mogyoród)                           | 162,097      | Andrea Kimi Antonelli | Victor Martins    | Richard Verschoor     | Paul Aron         | Andrea Kimi Antonelli | Isack Hadjar           | Invicta Racing       |
| 19. | 27. Juli      | Circuit de Spa-Francorchamps (Spa-Francorchamps) | 126,072      | Zak O’Sullivan        | Dennis Hauger     | Richard Verschoor     |                   | Zak O’Sullivan        | Isack Hadjar           | Invicta Racing       |
| 20. | 28. Juli      | Circuit de Spa-Francorchamps (Spa-Francorchamps) | 175,100      | Isack Hadjar          | Gabriel Bortoleto | Jak Crawford          | Paul Aron         | Paul Aron             | Isack Hadjar           | Campos Racing        |
| 21. | 31. August    | Autodromo Nazionale di Monza (Monza)             | 121,653      | Oliver Bearman        | Victor Martins    | Joshua Dürksen        |                   | Victor Martins        | Isack Hadjar           | Campos Racing        |
| 22. | 01. September | Autodromo Nazionale di Monza (Monza)             | 173,790      | Gabriel Bortoleto     | Zane Maloney      | Richard Verschoor     | Zane Maloney      | Kush Maini            | Isack Hadjar           | Invicta Racing       |
| 23. | 14. September | Baku City Circuit (Baku)                         | 125,959      | Joshua Dürksen        | Jak Crawford      | Gabriele Minì         |                   | Richard Verschoor     | Isack Hadjar           | Invicta Racing       |
| 24. | 15. September | Baku City Circuit (Baku)                         | 101,947      | Richard Verschoor     | Victor Martins    | Andrea Kimi Antonelli | Richard Verschoor | Gabriel Bortoleto     | Gabriel Bortoleto      | Invicta Racing       |
| 25. | 30. November  | Losail International Circuit (Lusail)            | 124,365      | Oliver Bearman        | Jak Crawford      | Richard Verschoor     |                   | Richard Verschoor     | Gabriel Bortoleto      | Invicta Racing       |
| 26. | 01. Dezember  | Losail International Circuit (Lusail)            | 162,928      | Paul Aron             | Isack Hadjar      | Gabriel Bortoleto     | Paul Aron         | Oliver Bearman        | Gabriel Bortoleto      | Invicta Racing       |
| 27. | 07. Dezember  | Yas Marina Circuit (Yas-Insel)                   | 121,348      | Josep Maria Martí     | Gabriel Bortoleto | Dino Beganovic        |                   | Victor Martins        | Gabriel Bortoleto      | Invicta Racing       |
| 28. | 08. Dezember  | Yas Marina Circuit (Yas-Insel)                   | 174,273      | Joshua Dürksen        | Gabriel Bortoleto | Richard Verschoor     | Victor Martins    | Richard Verschoor     | Gabriel Bortoleto      | Invicta Racing       |

Anmerkungen
1. ↑  Enzo Fittipaldi erzielte die schnellste Rennrunde, erhielt aber nicht die Extrapunkte da er außerhalb der ersten zehn lag. Zane Maloney erhielt diese Extrapunkte, da er die schnellste Rennrunde innerhalb der ersten zehn Fahrer erzielte.
2. ↑  Kush Maini setzte die schnellste Qualifying-Zeit, wurde aber aufgrund eines technischen Verstoßes (Unterboden zu niedrig) nachträglich disqualifiziert; Gabriel Bortoleto erbte die Pole-Position.
3. ↑  Richard Verschoor gewann das Rennen, wurde aber aufgrund eines technischen Verstoßes (Gaspedalsteuerung illegal) nachträglich disqualifiziert; Dennis Hauger erbte den Sieg.
4. ↑  Oliver Bearman setzte die schnellste Qualifying-Zeit, trat aber nicht am Rennen an da er in der Formel 1 Carlos Sainz ersetzte; Kush Maini erbte die Pole-Position.
5. ↑  Andrea Kimi Antonelli erzielte die schnellste Rennrunde, erhielt aber nicht die Extrapunkte, da er außerhalb der ersten zehn lag. Josep Maria Martí erhielt diese Extrapunkte, da er die schnellste Rennrunde innerhalb der ersten zehn Fahrer erzielte.
6. ↑  Ritomo Miyata erzielte die schnellste Rennrunde, erhielt aber nicht die Extrapunkte, da er außerhalb der ersten zehn lag. Paul Aron erhielt diese Extrapunkte, da er die schnellste Rennrunde innerhalb der ersten zehn Fahrer erzielte.
7. ↑  Gabriel Bortoleto erzielte die schnellste Rennrunde, erhielt aber nicht die Extrapunkte, da er außerhalb der ersten zehn lag. Isack Hadjar erhielt diese Extrapunkte, da er die schnellste Rennrunde innerhalb der ersten zehn Fahrer erzielte.
8. ↑  Richard Verschoor erzielte die schnellste Rennrunde, erhielt aber nicht die Extrapunkte da er außerhalb der ersten zehn lag. Joshua Dürksen erhielt diese Extrapunkte, da er die schnellste Rennrunde innerhalb der ersten zehn Fahrer erzielte.
9. ↑  Oliver Bearman erzielte die schnellste Rennrunde, erhielt aber nicht die Extrapunkte da er außerhalb der ersten zehn lag. Paul Aron erhielt diese Extrapunkte, da er die schnellste Rennrunde innerhalb der ersten zehn Fahrer erzielte.
10. ↑  Victor Martins erzielte die schnellste Rennrunde, erhielt aber nicht die Extrapunkte da er außerhalb der ersten zehn lag. Josep Maria Martí erhielt diese Extrapunkte, da er die schnellste Rennrunde innerhalb der ersten zehn Fahrer erzielte.

## Rennberichte

### Rennwochenende in Bahrain
| Sprintrennen | Sprintrennen      | Sprintrennen          | Sprintrennen |
| Platz        | Fahrer            | Team                  | Zeit         |
| ------------ | ----------------- | --------------------- | ------------ |
| 1            | Zane Maloney      | Rodin Motorsport      | 42:13,726    |
| 2            | Jak Crawford      | DAMS Lucas Oil        | + 5,490      |
| 3            | Josep Maria Martí | Campos Racing         | + 7,057      |
| PP           |                   |                       |              |
| SR           | Enzo Fittipaldi   | Van Amersfoort Racing | 1:45,833     |

| Hauptrennen | Hauptrennen       | Hauptrennen        | Hauptrennen |
| Platz       | Fahrer            | Team               | Zeit        |
| ----------- | ----------------- | ------------------ | ----------- |
| 1           | Zane Maloney      | Rodin Motorsport   | 1:02:46,435 |
| 2           | Josep Maria Martí | Campos Racing      | + 4,621     |
| 3           | Paul Aron         | Hitech Pulse-Eight | + 11,781    |
| PP          | Gabriel Bortoleto | Invicta Racing     | 1:41,915    |
| SR          | Dennis Hauger     | MP Motorsport      | 1:46,743    |

Das FIA-Formel-2-Rennwochenende in Bahrain auf dem Bahrain International Circuit fand vom 29. Februar bis 2. März 2024 statt und ging über eine Distanz von 23 Runden (Sprintrennen) bzw. 33 Runden (Hauptrennen) à 5,412 km, was einer Gesamtdistanz von 124,476 km bzw. 178,596 km entspricht.
Zane Maloney gewann das Sprintrennen vor Jak Crawford und Josep Maria Martí, Zane Maloney gewann auch das Hauptrennen vor Josep Maria Martí und Paul Aron.

### Rennwochenende in Saudi-Arabien
| Sprintrennen | Sprintrennen    | Sprintrennen          | Sprintrennen |
| Platz        | Fahrer          | Team                  | Zeit         |
| ------------ | --------------- | --------------------- | ------------ |
| 1            | Dennis Hauger   | MP Motorsport         | 41:39,473    |
| 2            | Paul Aron       | Hitech Pulse-Eight    | + 0,782      |
| 3            | Enzo Fittipaldi | Van Amersfoort Racing | + 3,984      |
| PP           |                 |                       |              |
| SR           | Paul Aron       | Hitech Pulse-Eight    | 1:44,607     |

| Hauptrennen | Hauptrennen     | Hauptrennen           | Hauptrennen |
| Platz       | Fahrer          | Team                  | Zeit        |
| ----------- | --------------- | --------------------- | ----------- |
| 1           | Enzo Fittipaldi | Van Amersfoort Racing | 56:57,579   |
| 2           | Kush Maini      | Invicta Racing        | + 7,895     |
| 3           | Dennis Hauger   | MP Motorsport         | + 9,348     |
| PP          | Oliver Bearman  | Prema Racing          | 1:42,217    |
| SR          | Enzo Fittipaldi | Van Amersfoort Racing | 1:44,449    |

Das FIA-Formel-2-Rennwochenende in Saudi-Arabien auf dem Jeddah Corniche Circuit fand vom 7. bis 9. März 2024 statt und ging über eine Distanz von 20 Runden (Sprintrennen) bzw. 28 Runden (Hauptrennen) à 6,175 km, was einer Gesamtdistanz von 123,500 km bzw. 172,900 km entspricht.
Dennis Hauger gewann das Sprintrennen vor Paul Aron und Enzo Fittipaldi, Enzo Fittipaldi gewann das Hauptrennen vor Kush Maini und Dennis Hauger.

### Rennwochenende in Australien
| Sprintrennen | Sprintrennen  | Sprintrennen   | Sprintrennen |
| Platz        | Fahrer        | Team           | Zeit         |
| ------------ | ------------- | -------------- | ------------ |
| 1            | Roman Staněk  | Trident        | 43:59,337    |
| 2            | Dennis Hauger | MP Motorsport  | + 0,349      |
| 3            | Kush Maini    | Invicta Racing | + 1,754      |
| PP           |               |                |              |
| SR           | Isack Hadjar  | Campos Racing  | 1:31,573     |

| Hauptrennen | Hauptrennen   | Hauptrennen        | Hauptrennen |
| Platz       | Fahrer        | Team               | Zeit        |
| ----------- | ------------- | ------------------ | ----------- |
| 1           | Isack Hadjar  | Campos Racing      | 56:42,116   |
| 2           | Paul Aron     | Hitech Pulse-Eight | + 4,454     |
| 3           | Zane Maloney  | Rodin Motorsport   | + 9,649     |
| PP          | Dennis Hauger | MP Motorsport      | 1:28,694    |
| SR          | Jak Crawford  | DAMS Lucas Oil     | 1:30,961    |

Das FIA-Formel-2-Rennwochenende in Australien auf dem Albert Park Circuit fand vom 22. bis 24. März 2024 statt und ging über eine Distanz von 23 Runden (Sprintrennen) bzw. 33 Runden (Hauptrennen) à 5,278 km, was einer Gesamtdistanz von 121,394 km bzw. 174,174 km entspricht.
Roman Staněk gewann das Sprintrennen vor Dennis Hauger und Kush Maini, Isack Hadjar gewann das Hauptrennen vor Paul Aron und Zane Maloney.

### Rennwochenende in Emilia-Romagna
| Sprintrennen | Sprintrennen     | Sprintrennen       | Sprintrennen |
| Platz        | Fahrer           | Team               | Zeit         |
| ------------ | ---------------- | ------------------ | ------------ |
| 1            | Franco Colapinto | MP Motorsport      | 41:43,964    |
| 2            | Paul Aron        | Hitech Pulse-Eight | + 1,706      |
| 3            | Zane Maloney     | Rodin Motorsport   | + 6,618      |
| PP           |                  |                    |              |
| SR           | Franco Colapinto | MP Motorsport      | 1:30,352     |

| Hauptrennen | Hauptrennen       | Hauptrennen    | Hauptrennen |
| Platz       | Fahrer            | Team           | Zeit        |
| ----------- | ----------------- | -------------- | ----------- |
| 1           | Isack Hadjar      | Campos Racing  | 54:01,509   |
| 2           | Gabriel Bortoleto | Invicta Racing | + 0,569     |
| 3           | Joshua Dürksen    | AIX Racing     | + 13,736    |
| PP          | Gabriel Bortoleto | Invicta Racing | 1:27,056    |
| SR          | Victor Martins    | ART Grand Prix | 1:29,580    |

Das FIA-Formel-2-Rennwochenende in der Emilia-Romagna auf dem Autodromo Enzo e Dino Ferrari fand vom 17. bis 19. Mai 2024 statt und ging über eine Distanz von 25 Runden (Sprintrennen) bzw. 35 Runden (Hauptrennen) à 4,909 km, was einer Gesamtdistanz von 122,725 km bzw. 171,815 km entspricht.
Franco Colapinto gewann das Sprintrennen vor Paul Aron und Zane Maloney, Isack Hadjar gewann das Hauptrennen vor Gabriel Bortoleto und Joshua Dürksen.

### Rennwochenende in Monaco
| Sprintrennen | Sprintrennen          | Sprintrennen   | Sprintrennen |
| Platz        | Fahrer                | Team           | Zeit         |
| ------------ | --------------------- | -------------- | ------------ |
| 1            | Taylor Barnard        | AIX Racing     | 1:04:20,946  |
| 2            | Gabriel Bortoleto     | Invicta Racing | + 5,246      |
| 3            | Dennis Hauger         | MP Motorsport  | + 5,817      |
| PP           |                       |                |              |
| SR           | Andrea Kimi Antonelli | Prema Racing   | 1:22,333     |

| Hauptrennen | Hauptrennen       | Hauptrennen        | Hauptrennen |
| Platz       | Fahrer            | Team               | Zeit        |
| ----------- | ----------------- | ------------------ | ----------- |
| 1           | Zak O’Sullivan    | ART Grand Prix     | 1:00:25,696 |
| 2           | Isack Hadjar      | Campos Racing      | + 0,580     |
| 3           | Paul Aron         | Hitech Pulse-Eight | + 8,053     |
| PP          | Richard Verschoor | Trident            | 1:21,283    |
| SR          | Dennis Hauger     | MP Motorsport      | 1:22,384    |

Das FIA-Formel-2-Rennwochenende in Monaco auf dem Circuit de Monaco fand vom 23. bis 26. Mai 2024 statt und ging über eine Distanz von 30 Runden (Sprintrennen) bzw. 42 Runden (Hauptrennen) à 3,337 km, was einer Gesamtdistanz von 100,110 km bzw. 140,154 km entspricht.
Taylor Barnard gewann das Sprintrennen vor Gabriel Bortoleto und Dennis Hauger, Zak O’Sullivan gewann das Hauptrennen vor Isack Hadjar und Paul Aron.

### Rennwochenende in Spanien
| Sprintrennen | Sprintrennen   | Sprintrennen       | Sprintrennen |
| Platz        | Fahrer         | Team               | Zeit         |
| ------------ | -------------- | ------------------ | ------------ |
| 1            | Victor Martins | ART Grand Prix     | 39:47,280    |
| 2            | Kush Maini     | Invicta Racing     | + 4,411      |
| 3            | Paul Aron      | Hitech Pulse-Eight | + 8,625      |
| PP           |                |                    |              |
| SR           | Ritomo Miyata  | Rodin Motorsport   | 1:30,617     |

| Hauptrennen | Hauptrennen           | Hauptrennen        | Hauptrennen |
| Platz       | Fahrer                | Team               | Zeit        |
| ----------- | --------------------- | ------------------ | ----------- |
| 1           | Jak Crawford          | DAMS Lucas Oil     | 59:46,800   |
| 2           | Franco Colapinto      | MP Motorsport      | + 1,400     |
| 3           | Juan Manuel Correa    | DAMS Lucas Oil     | + 5,820     |
| PP          | Paul Aron             | Hitech Pulse-Eight | 1:24,766    |
| SR          | Andrea Kimi Antonelli | Prema Racing       | 1:27,918    |

Das FIA-Formel-2-Rennwochenende in Spanien auf dem Circuit de Barcelona-Catalunya fand vom 21. bis 23. Juni 2024 statt und ging über eine Distanz von 26 Runden (Sprintrennen) bzw. 37 Runden (Hauptrennen) à 4,657 km, was einer Gesamtdistanz von 121,082 km bzw. 172,309 km entspricht.
Victor Martins gewann das Sprintrennen vor Kush Maini und Paul Aron, Jak Crawford gewann das Hauptrennen vor Franco Colapinto und Juan Manuel Correa.

### Rennwochenende in Österreich
| Sprintrennen | Sprintrennen      | Sprintrennen       | Sprintrennen |
| Platz        | Fahrer            | Team               | Zeit         |
| ------------ | ----------------- | ------------------ | ------------ |
| 1            | Oliver Bearman    | Prema Racing       | 37:22,959    |
| 2            | Josep Maria Martí | Campos Racing      | + 1,751      |
| 3            | Paul Aron         | Hitech Pulse-Eight | + 3,003      |
| PP           |                   |                    |              |
| SR           | Ritomo Miyata     | Rodin Motorsport   | 1:18,708     |

| Hauptrennen | Hauptrennen       | Hauptrennen    | Hauptrennen |
| Platz       | Fahrer            | Team           | Zeit        |
| ----------- | ----------------- | -------------- | ----------- |
| 1           | Gabriel Bortoleto | Invicta Racing | 53:59,322   |
| 2           | Franco Colapinto  | MP Motorsport  | + 4,296     |
| 3           | Isack Hadjar      | Campos Racing  | + 5,553     |
| PP          | Dennis Hauger     | MP Motorsport  | 1:15,487    |
| SR          | Franco Colapinto  | MP Motorsport  | 1:17,868    |

Das FIA-Formel-2-Rennwochenende in Österreich auf dem Red Bull Ring fand vom 28. bis 30. Juni 2024 statt und ging über eine Distanz von 28 Runden (Sprintrennen) bzw. 40 Runden (Hauptrennen) à 4,318 km, was einer Gesamtdistanz von 120,904 km bzw. 172,720 km entspricht.
Oliver Bearman gewann das Sprintrennen vor Josep Maria Martí und Paul Aron, Gabriel Bortoleto gewann das Hauptrennen vor Franco Colapinto und Isack Hadjar.

### Rennwochenende in Großbritannien
| Sprintrennen | Sprintrennen          | Sprintrennen     | Sprintrennen |
| Platz        | Fahrer                | Team             | Zeit         |
| ------------ | --------------------- | ---------------- | ------------ |
| 1            | Andrea Kimi Antonelli | Prema Racing     | 1:02:34,856  |
| 2            | Zane Maloney          | Rodin Motorsport | + 8,683      |
| 3            | Kush Maini            | Invicta Racing   | + 11,257     |
| PP           |                       |                  |              |
| SR           | Andrea Kimi Antonelli | Prema Racing     | 2:01,267     |

| Hauptrennen | Hauptrennen      | Hauptrennen      | Hauptrennen |
| Platz       | Fahrer           | Team             | Zeit        |
| ----------- | ---------------- | ---------------- | ----------- |
| 1           | Isack Hadjar     | Campos Racing    | 54:48,361   |
| 2           | Zane Maloney     | Rodin Motorsport | + 1,657     |
| 3           | Jak Crawford     | DAMS Lucas Oil   | + 1,822     |
| PP          | Isack Hadjar     | Campos Racing    | 1:39,368    |
| SR          | Franco Colapinto | MP Motorsport    | 1:41,357    |

Das FIA-Formel-2-Rennwochenende in Großbritannien auf dem Silverstone Circuit fand vom 5. bis 7. Juli 2024 statt und ging über eine Distanz von 21 Runden (Sprintrennen) bzw. 29 Runden (Hauptrennen) à 5,891 km, was einer Gesamtdistanz von 123,577 km bzw. 170,705 km entspricht.
Andrea Kimi Antonelli gewann das Sprintrennen vor Zane Maloney und Kush Maini, Isack Hadjar gewann das Hauptrennen vor Zane Maloney und Jak Crawford.

### Rennwochenende in Ungarn
| Sprintrennen | Sprintrennen      | Sprintrennen   | Sprintrennen |
| Platz        | Fahrer            | Team           | Zeit         |
| ------------ | ----------------- | -------------- | ------------ |
| 1            | Kush Maini        | Invicta Racing | 44:28,935    |
| 2            | Victor Martins    | ART Grand Prix | + 9,564      |
| 3            | Isack Hadjar      | Campos Racing  | + 15,005     |
| PP           |                   |                |              |
| SR           | Gabriel Bortoleto | Invicta Racing | 1:32,266     |

| Hauptrennen | Hauptrennen           | Hauptrennen        | Hauptrennen |
| Platz       | Fahrer                | Team               | Zeit        |
| ----------- | --------------------- | ------------------ | ----------- |
| 1           | Andrea Kimi Antonelli | Prema Racing       | 1:02:46,691 |
| 2           | Victor Martins        | ART Grand Prix     | + 12,528    |
| 3           | Richard Verschoor     | Trident            | + 13,355    |
| PP          | Paul Aron             | Hitech Pulse-Eight | 1:30,028    |
| SR          | Andrea Kimi Antonelli | Prema Racing       | 1:32,086    |

Das FIA-Formel-2-Rennwochenende in Ungarn auf dem Hungaroring fand vom 19. bis 21. Juli 2024 statt und ging über eine Distanz von 28 Runden (Sprintrennen) bzw. 37 Runden (Hauptrennen) à 4,381 km, was einer Gesamtdistanz von 122,668 km bzw. 162,097 km entspricht.
Kush Maini gewann das Sprintrennen vor Victor Martins und Isack Hadjar, Andrea Kimi Antonelli gewann das Hauptrennen vor Victor Martins und Richard Veschoor.

### Rennwochenende in Belgien
| Sprintrennen | Sprintrennen      | Sprintrennen   | Sprintrennen |
| Platz        | Fahrer            | Team           | Zeit         |
| ------------ | ----------------- | -------------- | ------------ |
| 1            | Zak O’Sullivan    | ART Grand Prix | 14:15,548    |
| 2            | Dennis Hauger     | MP Motorsport  | + 0,849      |
| 3            | Richard Verschoor | Trident        | + 1,122      |
| PP           |                   |                |              |
| SR           | Zak O’Sullivan    | ART Grand Prix | 2:19,889     |

| Hauptrennen | Hauptrennen       | Hauptrennen        | Hauptrennen |
| Platz       | Fahrer            | Team               | Zeit        |
| ----------- | ----------------- | ------------------ | ----------- |
| 1           | Isack Hadjar      | Campos Racing      | 57:08,495   |
| 2           | Gabriel Bortoleto | Invicta Racing     | + 2,934     |
| 3           | Jak Crawford      | DAMS Lucas Oil     | + 12,093    |
| PP          | Paul Aron         | Hitech Pulse-Eight | 1:56,959    |
| SR          | Paul Aron         | Hitech Pulse-Eight | 1:59,029    |

Das FIA-Formel-2-Rennwochenende in Belgien auf dem Circuit de Spa-Francorchamps fand vom 26. bis 28. Juli 2024 statt und ging über eine Distanz von 18 Runden (Sprintrennen) bzw. 25 Runden (Hauptrennen) à 7,004 km, was einer Gesamtdistanz von 126,072 km bzw. 175,100 km entspricht.
Zak O’Sullivan gewann das Sprintrennen vor Dennis Hauger und Richard Verschoor, Isack Hadjar gewann das Hauptrennen vor Gabriel Bortoleto und Jak Crawford.

### Rennwochenende in Italien
| Sprintrennen | Sprintrennen   | Sprintrennen   | Sprintrennen |
| Platz        | Fahrer         | Team           | Zeit         |
| ------------ | -------------- | -------------- | ------------ |
| 1            | Oliver Bearman | Prema Racing   | 35:37,225    |
| 2            | Victor Martins | ART Grand Prix | + 1,694      |
| 3            | Joshua Dürksen | AIX Racing     | + 7,254      |
| PP           |                |                |              |
| SR           | Victor Martins | ART Grand Prix | 1:33,086     |

| Hauptrennen | Hauptrennen       | Hauptrennen      | Hauptrennen |
| Platz       | Fahrer            | Team             | Zeit        |
| ----------- | ----------------- | ---------------- | ----------- |
| 1           | Gabriel Bortoleto | Invicta Racing   | 50:30,337   |
| 2           | Zane Maloney      | Rodin Motorsport | + 9,436     |
| 3           | Richard Verschoor | Trident          | + 11,628    |
| PP          | Zane Maloney      | Rodin Motorsport | 1:32,160    |
| SR          | Kush Maini        | Invicta Racing   | 1:32,717    |

Das FIA-Formel-2-Rennwochenende in Italien auf dem Autodromo Nazionale di Monza fand vom 30. August bis 1. September 2024 statt und ging über eine Distanz von 21 Runden (Sprintrennen) bzw. 30 Runden (Hauptrennen) à 5,793 km, was einer Gesamtdistanz von 121,653 km bzw. 173,790 km entspricht.
Oliver Bearman gewann das Sprintrennen vor Victor Martins und Joshua Dürksen, Gabriel Bortoleto gewann das Hauptrennen vor Zane Maloney und Richard Verschoor.

### Rennwochenende in Aserbaidschan
| Sprintrennen | Sprintrennen      | Sprintrennen   | Sprintrennen |
| Platz        | Fahrer            | Team           | Zeit         |
| ------------ | ----------------- | -------------- | ------------ |
| 1            | Joshua Dürksen    | AIX Racing     | 44:00,116    |
| 2            | Jak Crawford      | DAMS Lucas Oil | + 3,444      |
| 3            | Gabriele Minì     | Prema Racing   | + 4,579      |
| PP           |                   |                |              |
| SR           | Richard Verschoor | Trident        | 1:56,629     |

| Hauptrennen | Hauptrennen           | Hauptrennen    | Hauptrennen |
| Platz       | Fahrer                | Team           | Zeit        |
| ----------- | --------------------- | -------------- | ----------- |
| 1           | Richard Verschoor     | Trident        | 1:10:08,415 |
| 2           | Victor Martins        | ART Grand Prix | + 0,333     |
| 3           | Andrea Kimi Antonelli | Prema Racing   | + 0,567     |
| PP          | Richard Verschoor     | Trident        | 1:54,857    |
| SR          | Gabriel Bortoleto     | Invicta Racing | 1:56,417    |

Das FIA-Formel-2-Rennwochenende in Aserbaidschan auf dem Baku City Circuit fand vom 13. bis 15. September 2024 statt und ging über eine Distanz von 21 Runden (Sprintrennen) bzw. 17 Runden (Hauptrennen) à 6,003 km, was einer Gesamtdistanz von 125,959 km bzw. 101,947 km entspricht.
Joshua Dürksen gewann das Sprintrennen vor Jak Crawford und Gabriele Minì, Richard Verschoor gewann das Hauptrennen vor Victor Martins und Andrea Kimi Antonelli.

### Rennwochenende in Katar
| Sprintrennen | Sprintrennen      | Sprintrennen   | Sprintrennen |
| Platz        | Fahrer            | Team           | Zeit         |
| ------------ | ----------------- | -------------- | ------------ |
| 1            | Oliver Bearman    | Prema Racing   | 40:51,281    |
| 2            | Jak Crawford      | DAMS Lucas Oil | + 0,295      |
| 3            | Richard Verschoor | MP Motorsport  | + 0,580      |
| PP           |                   |                |              |
| SR           | Richard Verschoor | MP Motorsport  | 1:38,630     |

| Hauptrennen | Hauptrennen       | Hauptrennen        | Hauptrennen |
| Platz       | Fahrer            | Team               | Zeit        |
| ----------- | ----------------- | ------------------ | ----------- |
| 1           | Paul Aron         | Hitech Pulse-Eight | 55:45,433   |
| 2           | Isack Hadjar      | Campos Racing      | + 2,763     |
| 3           | Gabriel Bortoleto | Invicta Racing     | + 3,175     |
| PP          | Paul Aron         | Hitech Pulse-Eight | 1:35,115    |
| SR          | Oliver Bearman    | Prema Racing       | 1:37,997    |

Das FIA-Formel-2-Rennwochenende in Katar auf dem Losail International Circuit fand vom 29. November bis 1. Dezember 2024 statt und ging über eine Distanz von 23 Runden (Sprintrennen) bzw. 30 Runden (Hauptrennen) à 5,380 km, was einer Gesamtdistanz von 124,365 km bzw. 162,298 km entspricht.
Oliver Bearman gewann das Sprintrennen vor Jak Crawford und Richard Verschoor, Paul Aron gewann das Hauptrennen vor Isack Hadjar und Gabriel Bortoleto

### Rennwochenende in Abu Dhabi
| Sprintrennen | Sprintrennen      | Sprintrennen   | Sprintrennen |
| Platz        | Fahrer            | Team           | Zeit         |
| ------------ | ----------------- | -------------- | ------------ |
| 1            | Josep Maria Martí | Campos Racing  | 38:36,039    |
| 2            | Gabriel Bortoleto | Invicta Racing | + 2,286      |
| 3            | Dino Beganovic    | DAMS Lucas Oil | + 18,828     |
| PP           |                   |                |              |
| SR           | Victor Martins    | ART Grand Prix | 1:39,427     |

| Hauptrennen | Hauptrennen       | Hauptrennen    | Hauptrennen |
| Platz       | Fahrer            | Team           | Zeit        |
| ----------- | ----------------- | -------------- | ----------- |
| 1           | Joshua Dürksen    | AIX Racing     | 56:23,715   |
| 2           | Gabriel Bortoleto | Invicta Racing | + 1,791     |
| 3           | Richard Verschoor | MP Motorsport  | + 5,370     |
| PP          | Victor Martins    | ART Grand Prix | 1:35,745    |
| SR          | Richard Verschoor | MP Motorsport  | 1:38,923    |

Das FIA-Formel-2-Rennwochenende in Abu Dhabi auf dem Yas Marina Circuit fand vom 6. bis 8. Dezember statt und ging über eine Distanz von 23 Runden (Sprintrennen) bzw. 33 Runden (Hauptrennen) à 5,281 km, was einer Gesamtdistanz von 121,348 km bzw. 174,158 km entspricht.
Josep Maria Martí gewann das Sprintrennen vor Gabriel Bortoleto und Dino Beganovic, Joshua Dürksen gewann das Hauptrennen vor Gabriel Bortoleto und Richard Verschoor.

## Wertungen

### Punktesystem
Beim Hauptrennen (HAU) bekamen die ersten Zehn des Rennens 25, 18, 15, 12, 10, 8, 6, 4, 2 bzw. 1 Punkt(e). Beim Sprintrennen (SPR) erhielten die ersten Acht des Rennens 10, 8, 6, 5, 4, 3, 2 bzw. 1 Punkt(e). Zusätzlich erhielt der Gewinner des Qualifyings, der im Hauptrennen von der Pole-Position startete, zwei Punkte. Der Fahrer, der von den ersten zehn klassifizierten Fahrern die schnellste Rennrunde erzielte, erhielt einen Punkt.
| Punkteverteilung | Punkteverteilung | Punkteverteilung | Punkteverteilung | Punkteverteilung | Punkteverteilung | Punkteverteilung | Punkteverteilung | Punkteverteilung | Punkteverteilung | Punkteverteilung | Punkteverteilung | Punkteverteilung |
| ---------------- | ---------------- | ---------------- | ---------------- | ---------------- | ---------------- | ---------------- | ---------------- | ---------------- | ---------------- | ---------------- | ---------------- | ---------------- |
| Platz            | 1                | 2                | 3                | 4                | 5                | 6                | 7                | 8                | 9                | 10               | PP               | SR               |
| Hauptrennen      | 25               | 18               | 15               | 12               | 10               | 8                | 6                | 4                | 2                | 1                | 2                | 1                |
| Sprintrennen     | 10               | 8                | 6                | 5                | 4                | 3                | 2                | 1                | 0                | 0                | –                | 1                |

### Fahrerwertung
| Pos. | Fahrer        | BHR | BHR | KSA | KSA | AUS | AUS | IT1 | IT1 | MCO | MCO | ESP | ESP | AUT | AUT | GBR | GBR | HUN | HUN | BEL | BEL | IT2 | IT2 | ASE | ASE | QAT | QAT | UAE | UAE | Punkte |
| Pos. | Fahrer        | SPR | HAU | SPR | HAU | SPR | HAU | SPR | HAU | SPR | HAU | SPR | HAU | SPR | HAU | SPR | HAU | SPR | HAU | SPR | HAU | SPR | HAU | SPR | HAU | SPR | HAU | SPR | HAU | Punkte |
| ---- | ------------- | --- | --- | --- | --- | --- | --- | --- | --- | --- | --- | --- | --- | --- | --- | --- | --- | --- | --- | --- | --- | --- | --- | --- | --- | --- | --- | --- | --- | ------ |
| 01   | G. Bortoleto  | 6   | 5   | 10  | DNF | DNF | DNF | 6   | 2   | 2   | 8   | 5   | 10  | 4   | 1   | 4   | 6   | 16  | 4   | 10  | 2   | 8   | 1   | 5   | 4   | 5   | 3   | 2   | 2   | 214,5  |
| 02   | I. Hadjar     | 4   | DNF | 15* | DNF | 6   | 1   | DNF | 1   | 8   | 2   | 6   | 5   | 13  | 3   | DNF | 1   | 3   | 18  | 9   | 1   | 10  | 11  | 12  | 14  | 4   | 2   | 5   | 19  | 192,5  |
| 03   | P. Aron       | 5   | 3   | 2   | 10  | 18  | 2   | 2   | 6   | 7   | 3   | 3   | 4   | 3   | 5   | DNF | 12  | 6   | DNF | 18  | 16  | 20  | DNF | 6   | 6   | 7   | 1   | DSQ | 11  | 163,5  |
| 04   | Z. Maloney    | 1   | 1   | 4   | 7   | 10  | 3   | 3   | 11  | DNF | 10  | 20  | 7   | 17  | DNF | 2   | 2   | 13  | DNF | 4   | 6   | 5   | 2   | 10  | 15  | 6   | 9   |     |     | 140,5  |
| 05   | J. Crawford   | 2   | DNF | 5   | 4   | 9   | 10  | 14  | 7   | 13  | DNF | 4   | 1   | 6   | 10  | 6   | 3   | 9   | 17  | 5   | 3   | 6   | 9   | 2   | 8   | 2   | DNF | 8   | DNF | 125,5  |
| 06   | A. Antonelli  | 14  | 10  | 6   | 6   | DNF | 4   | 10  | 4   | 4   | 7   | 15  | 12  | 15  | 13  | 1   | DNF | 14  | 1   | 6   | 9   | 18  | 4   | 7   | 3   | 19  | DNF | INJ | INJ | 113,5  |
| 07   | V. Martins    | 11  | DNF | DNF | 11  | 7   | 8   | 11  | 9   | DNF | 9   | 1   | DNF | 10  | 11  | DNF | 5   | 2   | 2   | 12  | DNF | 2   | 6   | 4   | 2   | 9   | NC  | 19  | 4   | 107,5  |
| 08   | R. Verschoor  | 10  | 14  | DSQ | 8   | DNF | 6   | 7   | 10  | 16  | DNF | 13  | 18  | 20  | DNF | 11  | 13  | DSQ | 3   | 3   | 5   | 14  | 3   | 17  | 1   | 3   | 17  | 7   | 3   | 106,5  |
| 09   | F. Colapinto  | 18  | 6   | 11  | DNF | 4   | DSQ | 1   | 5   | 5   | 13  | 18  | 2   | 18  | 2   | 5   | 4   | 5   | 13  | 8   | DNF |     |     |     |     |     |     |     |     | 96,5   |
| 10   | J. Dürksen    | 15  | 11  | 9   | 12  | 17  | DNF | DNF | 3   | 18  | 18  | 10  | DNF | 8   | 6   | 16  | DNF | 18  | 19  | 19  | 10  | 3   | 5   | 1   | 5   | 8   | 13  | DNF | 1   | 87,5   |
| 11   | D. Hauger     | 8   | 8   | 1   | 3   | 2   | DNF | DNF | 12  | 3   | 6   | 12  | DNF | 5   | 12  | 7   | 9   | 4   | 6   | 2   | 12  | 8   | DNF | 14  | 9   |     |     |     |     | 85,5   |
| 12   | O. Bearman    | 16  | 15  | WD  | WD  | 14  | 9   | 5   | 19  | 11  | 4   | 21  | 14  | 1   | DNF | DNF | 7   | 10  | 15  | 7   | DNF | 1   | 7   |     |     | 1   | 12  | 4   | 5   | 75,5   |
| 13   | K. Maini      | 13  | 7   | 8   | 2   | 3   | 12  | 8   | 14  | DNF | 17  | 2   | 6   | 7   | 17  | 3   | 19  | 1   | 7   | 13  | 15  | 11  | 15  | 9   | DSQ | 20  | 14  | 17  | 12  | 74,5   |
| 14   | J. Martí      | 3   | 2   | 7   | DNF | DNF | 13  | 16  | DNF | DNF | 14  | 11  | 9   | 2   | 15  | DNF | 10  | 17  | 12  | DNF | DNF | 4   | 12  | 19  | DNF | DNF | 16  | 1   | 6   | 62,5   |
| 15   | E. Fittipaldi | 17  | DNF | 3   | 1   | 12  | 17  | DNF | 17  | 9   | 12  | 16  | 11  | 14  | 4   | 13  | 8   | 21  | 5   | 14  | DNF | 7   | 10  | 13  | 11  |     |     |     |     | 61,5   |
| 16   | Z. O’Sullivan | 7   | 4   | 16* | DNF | 8   | DNF | 9   | 13  | 10  | 1   | 9   | 15  | 9   | 9   | DNF | 11  | 19  | 14  | 1   | 4   | DNF | 13  |     |     |     |     |     |     | 59,5   |
| 17   | A. Cordeel    | DNF | DNF | DNF | 5   | 16  | 11  | 4   | DNF | 14  | DNF | 14  | 8   | 18  | 7   | 15  | 15  | 20  | DNF | 11  | 8   | 12  | 18  | 18  | 12  | 16  | 7   | 13  | 8   | 39,5   |
| 18   | J. Correa     | 12  | DNF | DNF | 14  | 11  | 14  | 15  | 8   | 12  | 5   | 8   | 3   | 16  | 14  | 12  | 20  | 8   | 16  | 17  | 11  | 17  | DNF | 15  | DNF |     |     |     |     | 31,5   |
| 19   | R. Miyata     | 9   | 9   | 12  | 15  | 5   | 5   | 13  | 15  | 17  | 15  | 7   | 13  | 22  | DNF | 10  | 17  | 12  | 8   | 15  | 7   | 13  | 14  | DNF | 13  | 13  | 10  | 11  | 10  | 31,5   |
| 20   | D. Beganovic  |     |     |     |     |     |     |     |     |     |     |     |     |     |     |     |     |     |     |     |     |     |     |     |     | 10  | 5   | 3   | 7   | 22,5   |
| 21   | T. Barnard    | DNF | 16  | 13  | 13  | 13  | 16  | DSQ | 20  | 1   | 11  | 19  | DNF | 12  | 8   | 9   | 14  | 7   | 9   | 16  | 13  |     |     |     |     |     |     |     |     | 18,5   |
| 22   | R. Staněk     | DNF | 13  | DSQ | DNF | 1   | 15  | DNF | 18  | 6   | 16  | 22  | 17  | 21  | 18  | 8   | 18  | 15  | 11  | 20  | 14  | 15  | 17  |     |     |     |     |     |     | 14,5   |
| 23   | O. Goethe     |     |     |     |     |     |     |     |     |     |     |     |     |     |     |     |     |     |     |     |     | DNF | 16  | 21  | DNF | DNF | 4   | 9   | 9   | 14,5   |
| 24   | R. Villagómez | 19  | 12  | 14  | 9   | 15  | 7   | 11  | 16  | 15  | DNF | 17  | 16  | 19  | 16  | 14  | 16  | 11  | 10  | 21  | DNF | 16  | 8   | 16  | DNF | 17  | DNF | 12  | DNF | 13,5   |
| 25   | C. Mansell    |     |     |     |     |     |     |     |     |     |     |     |     |     |     |     |     |     |     |     |     |     |     | 8   | 10  | 15  | 6   | 16  | 16  | 10,5   |
| 26   | L. Browning   |     |     |     |     |     |     |     |     |     |     |     |     |     |     |     |     |     |     |     |     |     |     | 11  | 7   | 11  | 15  | 6   | 15  | 7,5    |
| 27   | G. Minì       |     |     |     |     |     |     |     |     |     |     |     |     |     |     |     |     |     |     |     |     |     |     | 3   | DNF |     |     |     |     | 6,5    |
| 28   | J. Bennett    |     |     |     |     |     |     |     |     |     |     |     |     |     |     |     |     |     |     |     |     |     |     |     |     | 12  | 8   | 15  | 14  | 4,5    |
| 29   | L. Fornaroli  |     |     |     |     |     |     |     |     |     |     |     |     |     |     |     |     |     |     |     |     |     |     |     |     |     |     | 10  | 13  | 0,5    |
| 30   | C. Shields    |     |     |     |     |     |     |     |     |     |     |     |     |     |     |     |     |     |     |     |     |     |     |     |     | 18  | 11  | 18  | 18  | 0,5    |
| 31   | M. Esterson   |     |     |     |     |     |     |     |     |     |     |     |     |     |     |     |     |     |     |     |     |     |     |     |     | 14  | 18  | 14  | 17  | 0,5    |
| 32   | N. Koolen     |     |     |     |     |     |     |     |     |     |     |     |     |     |     |     |     |     |     |     |     | 19  | 19  | 20  | DNF |     |     |     |     | 0,5    |
| Pos. | Fahrer        | SPR | HAU | SPR | HAU | SPR | HAU | SPR | HAU | SPR | HAU | SPR | HAU | SPR | HAU | SPR | HAU | SPR | HAU | SPR | HAU | SPR | HAU | SPR | HAU | SPR | HAU | SPR | HAU | Punkte |
| Pos. | Fahrer        | BHR | BHR | KSA | KSA | AUS | AUS | IT1 | IT1 | MCO | MCO | ESP | ESP | AUT | AUT | GBR | GBR | HUN | HUN | BEL | BEL | IT2 | IT2 | ASE | ASE | QAT | QAT | UAE | UAE | Punkte |

| Legende  | Legende            | Legende                                                          |
| Farbe    | Abkürzung          | Bedeutung                                                        |
| -------- | ------------------ | ---------------------------------------------------------------- |
| Gold     | –                  | Sieg                                                             |
| Silber   | –                  | 2. Platz                                                         |
| Bronze   | –                  | 3. Platz                                                         |
| Grün     | –                  | Platzierung in den Punkten                                       |
| Blau     | –                  | Klassifiziert außerhalb der Punkteränge                          |
| Violett  | DNF                | Rennen nicht beendet (did not finish)                            |
| Violett  | NC                 | nicht klassifiziert (not classified)                             |
| Rot      | DNQ                | nicht qualifiziert (did not qualify)                             |
| Rot      | DNPQ               | in Vorqualifikation gescheitert (did not pre-qualify)            |
| Schwarz  | DSQ                | disqualifiziert (disqualified)                                   |
| Weiß     | DNS                | nicht am Start (did not start)                                   |
| Weiß     | WD                 | zurückgezogen (withdrawn)                                        |
| Hellblau | PO                 | nur am Training teilgenommen (practiced only)                    |
| Hellblau | TD                 | Freitags-Testfahrer (test driver)                                |
| ohne     | DNP                | nicht am Training teilgenommen (did not practice)                |
| ohne     | INJ                | verletzt oder krank (injured)                                    |
| ohne     | EX                 | ausgeschlossen (excluded)                                        |
| ohne     | DNA                | nicht erschienen (did not arrive)                                |
| ohne     | C                  | Rennen abgesagt (cancelled)                                      |
| ohne     | keine WM-Teilnahme |                                                                  |
| sonstige | P/fett             | Pole-Position                                                    |
| sonstige | 1/2/3/4/5/6/7/8    | Punktplatzierung im Sprint-/Qualifikationsrennen                 |
| sonstige | SR/kursiv          | Schnellste Rennrunde                                             |
| sonstige | *                  | nicht im Ziel, aufgrund der zurückgelegten Distanz aber gewertet |
| sonstige | ()                 | Streichresultate                                                 |
| sonstige | unterstrichen      | Führender in der Gesamtwertung                                   |

### Teamwertung
| Pos. | Team                  | Auto # | BHR | BHR | KSA | KSA | AUS | AUS     | IT1 | IT1 | MCO | MCO     | ESP | ESP | AUT | AUT  | GBR | GBR | HUN | HUN | BEL | BEL | IT2 | IT2 | ASE | ASE | QAT | QAT | UAE | UAE | Punkte |
| Pos. | Team                  | Auto # | SPR | HAU | SPR | HAU | SPR | HAU     | SPR | HAU | SPR | HAU     | SPR | HAU | SPR | HAU  | SPR | HAU | SPR | HAU | SPR | HAU | SPR | HAU | SPR | HAU | SPR | HAU | SPR | HAU | Punkte |
| ---- | --------------------- | ------ | --- | --- | --- | --- | --- | ------- | --- | --- | --- | ------- | --- | --- | --- | ---- | --- | --- | --- | --- | --- | --- | --- | --- | --- | --- | --- | --- | --- | --- | ------ |
| 01   | Invicta Racing        | 09     | 13  | 7   | 8   | 2   | 3   | 12      | 8   | 14  | DNF | 17      | 2   | 6   | 7   | 17   | 3   | 19  | 1   | 7   | 13  | 15  | 11  | 15  | 9   | DSQ | 20  | 14  | 17  | 12  | 288,5  |
| 01   | Invicta Racing        | 10     | 6   | 5   | 10  | DNF | DNF | DNF     | 6   | 2   | 2   | 8       | 5   | 10  | 4   | 1    | 4   | 6   | 16  | 4   | 10  | 2   | 8   | 1   | 5   | 4   | 5   | 3   | 2   | 2   | 288,5  |
| 02   | Campos Racing         | 20     | 4   | DNF | 15* | DNF | 6   | 1       | DNF | 1   | 8   | 2       | 6   | 5   | 13  | 3    | DNF | 1   | 3   | 18  | 9   | 1   | 10  | 11  | 12  | 14  | 4   | 2   | 5   | 19  | 254,5  |
| 02   | Campos Racing         | 21     | 3   | 2   | 7   | DNF | DNF | 13      | 16  | DNF | DNF | 14      | 11  | 9   | 2   | 15   | DNF | 10  | 17  | 12  | DNF | DNF | 4   | 12  | 19  | DNF | DNF | 16  | 1   | 6   | 254,5  |
| 03   | MP Motorsport         | 11     | 8   | 8   | 1   | 3   | 2   | ,5DNF,5 | DNF | 12  | 3   | 6       | 12  | DNF | 5   | 12,5 | 7   | 9   | 4   | 6   | 2   | 12  | 8   | DNF | 14  | 9   | 3   | 17  | 7   | 3   | 220,5  |
| 03   | MP Motorsport         | 12     | 18  | 6   | 11  | DNF | 4   | DSQ     | 1   | 5   | 5   | 13      | 18  | 2   | 18  | 2    | 5   | 4   | 5   | 13  | 8   | DNF | DNF | 16  | 21  | DNF | DNF | 4   | 9   | 9   | 220,5  |
| 04   | Hitech Pulse-Eight    | 16     | DNF | DNF | DNF | 5   | 16  | 11      | 4   | DNF | 14  | DNF     | 14  | 8   | 18  | 7    | 15  | 15  | 20  | DNF | 11  | 8   | 12  | 18  | 18  | 12  | 16  | 7   | 13  | 8   | 202,5  |
| 04   | Hitech Pulse-Eight    | 17     | 5   | 3   | 2   | 10  | 18  | 2       | 2   | 6   | 7   | 3       | 3   | 4   | 3   | 5    | DNF | 12  | 6   | DNF | 18  | 16  | 20  | DNF | 6   | 6   | 7   | 1   | DSQ | 11  | 202,5  |
| 05   | Prema Racing          | 03     | 16  | 15  | WD  | WD  | 14  | 9       | 5   | 19  | 11  | 4       | 21  | 14  | 1   | DNF  | DNF | 7   | 10  | 15  | 7   | DNF | 1   | 7   | 3   | DNF | 1   | 12  | 4   | 5   | 194,5  |
| 05   | Prema Racing          | 04     | 14  | 10  | 6   | 6   | DNF | 4       | 10  | 4   | 4   | 7       | 15  | 12  | 15  | 13   | 1   | DNF | 14  | 1   | 6   | 9   | 18  | 4   | 7   | 3   | 19  | DNF | INJ | INJ | 194,5  |
| 06   | DAMS Lucas Oil        | 07     | 2   | DNF | 5   | 4   | 9   | 10      | 14  | 7   | 13  | DNF     | 4   | 1   | 6   | 10   | 6   | 3   | 9   | 17  | 5   | 3   | 6   | 9   | 2   | 8   | 2   | DNF | 8   | DNF | 178,5  |
| 06   | DAMS Lucas Oil        | 08     | 12  | DNF | DNF | 14  | 11  | 14      | 15  | 8   | 12  | 5       | 8   | 3   | 16  | 14   | 12  | 20  | 8   | 16  | 17  | 11  | 17  | DNF | 15  | DNF | 10  | 5   | 3   | 7   | 178,5  |
| 07   | ART Grand Prix        | 01     | 11  | DNF | DNF | 11  | 7   | 8       | 11  | 9   | DNF | 9       | 1   | DNF | 10  | 11   | DNF | 5   | 2   | 2   | 12  | DNF | 2   | 6   | 4   | 2   | 9   | NC  | 19  | 4   | 173,5  |
| 07   | ART Grand Prix        | 02     | 7   | 4   | 16* | DNF | 8   | DNF     | 9   | 13  | 10  | 1       | 9   | 15  | 9   | 9    | DNF | 11  | 19  | 14  | 1   | 4   | DNF | 13  | 11  | 7   | 11  | 15  | 6   | 15  | 173,5  |
| 08   | Rodin Motorsport      | 05     | 1   | 1   | 4   | 7   | 10  | 3       | 3   | 11  | DNF | 10      | 20  | 7   | 17  | DNF  | 2   | 2   | 13  | DNF | 4   | 6   | 5   | 2   | 10  | 15  | 6   | 9   | 10  | 13  | 171,5  |
| 08   | Rodin Motorsport      | 06     | 9   | 9   | 12  | 15  | 5   | 5       | 13  | 15  | 17  | 15      | 7   | 13  | 22  | DNF  | 10  | 17  | 12  | 8   | 15  | 7   | 13  | 14  | DNF | 13  | 13  | 10  | 11  | 10  | 171,5  |
| 09   | PHM AIX Racing        | 24     | 15  | 11  | 9   | 12  | 17  | DNF     | DNF | 3   | 18  | 18      | 10  | DNF | 8   | 6    | 16  | DNF | 18  | 19  | 19  | 10  | 3   | 5   | 1   | 5   | 8   | 13  | DNF | 1   | 105,5  |
| 09   | PHM AIX Racing        | 25     | DNF | 16  | 13  | 13  | 13  | 16      | DSQ | 20  | 1   | 11      | 19  | DNF | 12  | 8    | 9   | 14  | 7   | 9   | 16  | 13  | 19  | 19  | 20  | DNF | 18  | 11  | 18  | 18  | 105,5  |
| 10   | Trident               | 22     | 10  | 14  | DSQ | 8   | DNF | 6       | 7   | 10  | 16  | ,5DNF,5 | 13  | 18  | 20  | DNF  | 11  | 13  | DSQ | 3   | 3   | 5   | 14  | 3   | 17  | 1,5 | 14  | 18  | 14  | 17  | 105,5  |
| 10   | Trident               | 23     | DNF | 13  | DSQ | DNF | 1   | 15      | DNF | 18  | 6   | 16      | 22  | 17  | 21  | 18   | 8   | 18  | 15  | 11  | 20  | 14  | 15  | 17  | 8   | 10  | 15  | 6   | 16  | 16  | 105,5  |
| 11   | Van Amersfoort Racing | 14     | 17  | DNF | 3   | 1   | 12  | 17      | DNF | 17  | 9   | 12      | 16  | 11  | 14  | 4    | 13  | 8   | 21  | 5   | 14  | DNF | 7   | 10  | 13  | 11  | 12  | 8   | 15  | 14  | 78,5   |
| 11   | Van Amersfoort Racing | 15     | 19  | 12  | 14  | 9   | 15  | 7       | 11  | 16  | 15  | DNF     | 17  | 16  | 19  | 16   | 14  | 16  | 11  | 10  | 21  | DNF | 16  | 8   | 16  | DNF | 17  | DNF | 12  | DNF | 78,5   |
| Pos. | Team                  | Auto # | SPR | HAU | SPR | HAU | SPR | HAU     | SPR | HAU | SPR | HAU     | SPR | HAU | SPR | HAU  | SPR | HAU | SPR | HAU | SPR | HAU | SPR | HAU | SPR | HAU | SPR | HAU | SPR | HAU | Punkte |
| Pos. | Team                  | Auto # | BHR | BHR | KSA | KSA | AUS | AUS     | IT1 | IT1 | MCO | MCO     | ESP | ESP | AUT | AUT  | GBR | GBR | HUN | HUN | BEL | BEL | IT2 | IT2 | ASE | ASE | QAT | QAT | UAE | UAE | Punkte |

| Legende  | Legende            | Legende                                                          |
| Farbe    | Abkürzung          | Bedeutung                                                        |
| -------- | ------------------ | ---------------------------------------------------------------- |
| Gold     | –                  | Sieg                                                             |
| Silber   | –                  | 2. Platz                                                         |
| Bronze   | –                  | 3. Platz                                                         |
| Grün     | –                  | Platzierung in den Punkten                                       |
| Blau     | –                  | Klassifiziert außerhalb der Punkteränge                          |
| Violett  | DNF                | Rennen nicht beendet (did not finish)                            |
| Violett  | NC                 | nicht klassifiziert (not classified)                             |
| Rot      | DNQ                | nicht qualifiziert (did not qualify)                             |
| Rot      | DNPQ               | in Vorqualifikation gescheitert (did not pre-qualify)            |
| Schwarz  | DSQ                | disqualifiziert (disqualified)                                   |
| Weiß     | DNS                | nicht am Start (did not start)                                   |
| Weiß     | WD                 | zurückgezogen (withdrawn)                                        |
| Hellblau | PO                 | nur am Training teilgenommen (practiced only)                    |
| Hellblau | TD                 | Freitags-Testfahrer (test driver)                                |
| ohne     | DNP                | nicht am Training teilgenommen (did not practice)                |
| ohne     | INJ                | verletzt oder krank (injured)                                    |
| ohne     | EX                 | ausgeschlossen (excluded)                                        |
| ohne     | DNA                | nicht erschienen (did not arrive)                                |
| ohne     | C                  | Rennen abgesagt (cancelled)                                      |
| ohne     | keine WM-Teilnahme |                                                                  |
| sonstige | P/fett             | Pole-Position                                                    |
| sonstige | 1/2/3/4/5/6/7/8    | Punktplatzierung im Sprint-/Qualifikationsrennen                 |
| sonstige | SR/kursiv          | Schnellste Rennrunde                                             |
| sonstige | *                  | nicht im Ziel, aufgrund der zurückgelegten Distanz aber gewertet |
| sonstige | ()                 | Streichresultate                                                 |
| sonstige | unterstrichen      | Führender in der Gesamtwertung                                   |